# Monument 176 jaar boerenkolonisatie in Suriname
Het monument 176 jaar boerenkolonisatie in Suriname is een monument dat op 20 juni 2021 werd onthuld door Sherin Bansi-Durga, de districtscommissaris van Saramacca, en de Stichting Sranan Boeroe.
Het monument staat op de algemene begraafplaats van Groningen in Saramacca en herinnert aan de aankomst van de boerenkolonisten (boeroes) in 1845 in Suriname en de 184 dodelijke slachtoffers in de eerste zes maanden als gevolg van een lang onbekend gebleven ziekte. Hun namen worden herinnerd op de inscriptie van het monument. Uit een onderzoek van Jaap van Dissel van het Leids Universitair Medisch Centrum kwam naar voren dat dysenterie de doodsoorzaak is geweest, veroorzaakt door het drinken van verontreinigd rivierwater. Zelfs na besmetting hadden boeroes van de dood gered kunnen worden door over te gaan op het schone drinkwater uit de aanwezige waterput in Groningen.